# Family Guy
Family Guy (englisch für Familienmensch) ist eine US-amerikanische Zeichentrickserie, die seit 1999 unter der Führung von Seth MacFarlane produziert wird. Die Serie dreht sich um das Leben der Familie Griffin in der fiktiven amerikanischen Kleinstadt Quahog im Bundesstaat Rhode Island.

## Handlung und Stil
Die Familie Griffin besteht aus dem Ehepaar Peter und Lois, ihren Kindern Meg und Chris, dem Baby Stewie sowie dem Hund Brian. Typisch für die Serie ist die teilweise bis ins Absurde getriebene Überzeichnung alltäglicher Probleme und ein vielschichtiger, oft sehr gewagter bis sarkastischer Humor. Häufig werden die Gags in Form kurzer Zwischensequenzen oder Rückblenden eingespielt. Auch werden häufig Parodien von Prominenten, Fernsehserien, Filmen oder anderen Reminiszenzen an die US-amerikanische Popkultur eingebaut.
Der Zeichenstil der Serie ist einfach gehalten. Die Figuren weisen große Augen auf, die Gesichter sind teilweise übertrieben breit und verkörpern allgemein viele Stereotypen.

## Figuren
Peter Griffin
Peter, das Familienoberhaupt der Griffins, ist verzogen, trinkfreudig, übergewichtig, sexistisch, fernsehsüchtig und geistig zurückgeblieben. Er sorgt regelmäßig für Peinlichkeiten und bringt seine Familie und Freunde in die absurdesten Situationen. Er ist irischer Abstammung, da Peters Mutter eine Affäre mit Mickey McFinnigan hatte, dem örtlichen Trunkenbold in dessen irischen Heimatort, wo er auch sehr angesehen ist. Aufgezogen wurde er jedoch von Francis Griffin, einem streng gläubigen Katholiken, der in der 5. Staffel starb, als Peter ihn bei einem misslungenen Zirkustrick zerquetschte. In der dritten Staffel erfährt man, dass er auch afroamerikanische Vorfahren hat. Geboren wurde er in Mexiko, wo seine Mutter Thelma ihn ursprünglich abtreiben lassen wollte.
Im Verlauf der Serie übt Peter zahlreiche Berufe aus. Zunächst arbeitete er in einer Spielzeugfabrik, anschließend als Fischer und dann als Büroangestellter in der städtischen Brauerei. Zwischenzeitlich arbeitet er auch als Tabaklobbyist in Washington, als Ritter auf einem Mittelaltermarkt oder als Autor erotischer Literatur. In Rückblenden erfährt man, dass Peter schon diverse andere (Neben-)Jobs hatte, zum Beispiel als Handtuchjunge, Pilot und Ghostbuster. Peter ist zudem leidenschaftlicher KISS-Fan, liebt den Song Surfin’ Bird von The Trashmen und vergöttert Star Wars.
Als Running Gag der Serie liegt Peter im Clinch mit einem riesigen Huhn (The Giant Chicken), das als Werbemaskottchen Gutscheine von einer Restaurantkette verteilte. Nachdem dieses Peter einen abgelaufenen Gutschein schenkte, kam es zu einer Prügelei, die im Verlauf der Serie immer wieder fortgesetzt und anderweitig aufgegriffen wird. Während der stets ausufernden und lang andauernden Kämpfe richten die beiden nicht selten massive Zerstörungen an.
Im Verlauf der Serie wurde Peter mehr und mehr selbstsüchtiger, kindischer und ist sich erst gegen Ende der Episode der Konsequenzen seiner Taten bewusst. Er nimmt auf nichts und niemanden Rücksicht und ihm ist alles egal, es sei denn er hat davon einen Vorteil (zum Beispiel wollte er das College für Meg nicht finanzieren, bis er von Jerome erfährt, dass er von seiner Tochter z. B. ein neues Auto bekommen hat, nachdem er ihr das College bezahlt hat). Es wird öfters darauf hingedeutet, dass er in seiner Ehe mit Lois nicht gerade glücklich ist und sich viel mehr mit Pornographie jeglicher Art selbstbefriedigt und am liebsten was mit einer jüngeren Frau hätte.
Lois Griffin
Lois Griffin, geborene Pewterschmidt, kommt aus einer reichen, dekadenten Familie und wurde protestantisch erzogen. Sie lernte Peter im Newport Country Club kennen, wo dieser als Handtuchjunge arbeitete. Ihre Eltern, insbesondere ihr Vater, können sich nur schwer mit ihrem übergewichtigen, dümmlichen und nur mäßig erfolgreichen Schwiegersohn abfinden.
Lois ist die treusorgende Ehefrau und Mutter, die oft schwer mit ihrer Familie zu kämpfen hat. Nicht selten ist sie das gute Gewissen und die Stimme der Vernunft in ihrer Familie. Bisweilen kommen auch dunklere Seiten an ihr zum Vorschein: So entdeckt sie beispielsweise in der Folge Diebesglück (4ACX12) ihre kleptomanische Ader. Neben ihrer Tätigkeit als Hausfrau und Mutter gibt Lois Klavierstunden, sie träumte einst davon, selbst eine erfolgreiche Konzertpianistin zu werden. Außerdem werden regelmäßig Anspielungen auf andere ehemalige Karrieren, wie zum Beispiel als olympische Kunstspringerin, Pornodarstellerin oder Model, gemacht. In den neueren Folgen lässt sich an Lois auch eine bisexuelle Ader erkennen.
In der Folge Der Fettwanst-Würger (4ACX19) tritt ihr geisteskranker Bruder Patrick mit seiner imaginären Frau Marian auf. Er leidet an einem Trauma, seitdem er als Kind seine Mutter in verfänglicher Position mit dem Schauspieler Jackie Gleason beobachtete, und lebt seither in einer Irrenanstalt. Ferner hat Lois eine Schwester namens Carol West (geborene Pewterschmidt) und einen Neffen namens Sebastian Mevers, Carols Sohn.
Megan Griffin
Megan, genannt Meg, ist die Tochter von Peter und Lois. Sie leidet stets unter Unbeliebtheit, Nichtbeachtung und mangelnder Integration, sowohl in der Schule als auch in ihrer Familie. Damit verkörpert sie die typischen Probleme der jugendlichen Außenseiterin, die stets mit sich und ihrem Äußeren hadert und krampfhaft Anschluss an ihre „coolen“ Mitschüler sucht. Allerdings möchte keines dieser „angesagten“ Mädchen etwas mit ihr zu tun haben und auch keiner ihrer männlichen Mitschüler mit ihr ausgehen. Meg wird von anderen Figuren in der Serie meist als außerordentlich hässlich und somit abstoßend empfunden. Selbst ihre eigene Familie macht sich dauernd darüber lustig, dass sie keine Freunde hat. Lediglich Brian und Stewie behandeln sie relativ normal. Die einzige weitere Ausnahme ist der Schüler Neil Goldman, der ständig versucht, Meg seine Liebe zu beweisen, jedoch von ihr stets abgewiesen wird.
Im Film Stewie Griffin: The Untold Story ist zu sehen, dass Meg sich in der Zukunft einer Geschlechtsangleichung unterziehen und sich fortan „Ron“ nennen wird. Auch wird im Verlauf der Serie (in Anspielung auf Megs Außenseiterrolle in der Familie) angedeutet, dass sie unter Umständen nicht Peters leibliche Tochter ist. Stattdessen soll ihr Vater, wie Brian aussagt, Stan Thompson heißen und Lois trotzdem ihre Mutter sein.
Christopher (Chris) Griffin
Chris ist der ältere Sohn der Griffin-Familie. Sein einziges Talent ist die Malerei, eine ihm in der Folge Knallbunt (2ACX07) angebotene Karriere als Künstler lehnt er jedoch aus Liebe zu seinem Vater ab. Chris bewundert seinen Vater, der ihn in fast allen Belangen in den Schatten stellt. Im Gegensatz zu seinem Vater ist Chris jedoch von Grund auf ehrlich und eigentlich sehr gutmütig, er scheint aber kaum Freunde zu haben. Chris wird als absolut verblödet dargestellt. Unter anderem zeigt er sehr infantile Züge. Er hat ein stark übergewichtiges Erscheinungsbild, wird jedoch von anderen Figuren nur selten als fett bezeichnet – im Gegensatz zu seiner Schwester Meg, welche, obwohl normalgewichtig wirkend gezeichnet, ständig fett genannt wird. Er masturbiert häufig und hat nur selten eine Freundin.
Chris besucht die Buddy Cianci Junior High School, später die James Woods High School und trägt in seiner Freizeit Zeitungen aus, sehr zur Freude des steinalten, pädophilen Nachbarn Herbert, der ein gesteigertes Interesse an dem Jungen zeigt.
Chris fürchtet sich vor einem bösen Affen, der in seinem Wandschrank wohnt, an dessen Existenz aber keiner der Eltern glauben will – einer der Running Gags der Serie. In der achten Staffel jedoch stellt sich heraus, dass der Affe in Chris’ Schrank eigentlich von freundlicher Natur und nur verbittert ist, weil er seine Frau mit einem anderen Affen im Bett erwischt hat. Am Ende der Folge verlässt er die Griffins und zieht in den Schrank von Tom Tuckers Sohn ein.
Stewie Griffin
Stewart Gilligan Griffin, genannt Stewie, ist das Baby der Griffin-Familie. Er kann lesen, andere Figuren verstehen und sich mit Brian und Chris unterhalten. Mit anderen Figuren der Serie spricht Stewie gelegentlich, bekommt aber selten eine Reaktion – ob diese ihn generell nicht verstehen können oder wollen, ist daher kaum ersichtlich.
Auffällige äußere Merkmale sind sein eigenartig geformter Kopf, der ungefähr die Form eines Footballs hat, sowie seine rote Latzhose. Stewie macht zwar noch (mit Überzeugung) in die Windeln, ist aber tatsächlich ein diabolisches Genie, das versucht, die Weltherrschaft an sich zu reißen. Zu diesem Zwecke hat er unter anderem schon eine Zeitmaschine, einen Verkleinerungsapparat und Gedankenkontrollstrahlen entwickelt. Wegen seines harmlosen Äußeren hat er jedoch meistens Probleme, in diesem Bestreben ernst genommen zu werden. So ist es auch mit seiner Mutter, die durch ihre Fürsorge und ständiges Aufpassen seinen Plänen im Wege steht. Auch deshalb versuchte Stewie schon seit der ersten Folge, sie umzubringen. Aber in der Folge Stewie liebt Lois (5ACX01) verliebt sich Stewie in Lois, weil sie seinen Teddybären Rupert, dem Stewie eine vollständige Persönlichkeit andichtet, wieder zusammengenäht hat. Am Ende der Folge hasst Stewie Lois wieder, weil Lois ihn ignoriert hat.
In späteren Staffeln hat die Figur einiges an Vielseitigkeit und Tiefe gewonnen. So widmet er sich meistens bescheideneren Projekten als der Weltherrschaft, zum Beispiel hat er ein Gerät gebaut, mit dem er Parallelwelten bereisen kann. Er hat sich auch mit seiner Mutter einigermaßen abgefunden. Trotz der Boshaftigkeit, zu der Stewie in der Lage ist, ist er doch eine sympathische und niedliche Figur – vor allem, weil er häufig (durchaus zum eigenen Ärgernis) in kindliche Verhaltensweisen und Denkmuster zurückfällt und es dann deutlich wird, dass er bei aller Genialität und Frühreife doch nur ein Baby ist.
Im englischen Original besitzt Stewie (auch gesprochen von Seth MacFarlane) einen ausgeprägten britischen Akzent. Da dieser allerdings in der deutschen Fassung verloren geht, spricht Stewie in akzentfreiem Deutsch und drückt sich (abgesehen von seinen Wutanfällen gegenüber Lois) eher gewählt aus. Diese oft sehr hochgestochen wirkende Sprache verleiht Stewies Aussagen zusätzlich eine besondere humoristische Note. Die vermutlich einzigen Worte, die er falsch ausspricht, sind die Wörter Schlagsahne, Joghurt und Blamage, welche er Schlachsahne, Joghocht und Blamasch ausspricht. Im englischen Original ist es das ebenfalls Schlagsahne bedeutende Wort cool whip, bei dem er das H übermäßig stark betont.
Brian ist das einzige Familienmitglied, das Stewie intellektuell gewachsen ist. Deshalb necken sie einander oft. In vielen (besonders älteren) Folgen gibt Stewie vor, ihn zu hassen. Tatsächlich sieht Stewie Brian als seinen besten Freund, was er jedoch üblicherweise nie zugibt. Einen tieferen Einblick darin, wie wichtig Brian Stewie ist, liefert die Folge 13 der Staffel 13: Stewie fühlt sich von Brian unbeachtet und ignoriert, weshalb er den Plan schmiedet, von Brian schwanger zu werden, indem er sich mit einer eigens gebauten „Befruchtungsmaschine“ eine künstliche Schwangerschaft herbeiführt. Dies gelingt Stewie auch, bringt ihm aber letzten Endes keine Pluspunkte bei Brian. Eine Ausnahmesituation bot sich erst in der Folge Brian & Stewie in der 8. Staffel, in der lediglich die beiden Charaktere auftreten. Hierbei sind sie in einer Bank in einem Safe eingeschlossen. Zum Ende der Folge gesteht Brian, öfters Suizidgedanken zu haben, da ihm sein Leben sinnlos erscheint. Daraufhin entgegnet Stewie, dass er das sehr egoistisch finde; schließlich wüsste er nicht, was er ohne Brian machen würde. Schließlich sei Brian sein einziger Freund in der Familie und der einzige, den er mag und sogar liebt. Außerdem gibt Stewie zum Ausdruck, ohne ihn nicht existieren zu können, und dass Brians Existenz seinem Leben erst einen Sinn verleiht. Einen Feind hat Stewie in Bertram, der aus Peters gespendetem Samen entsprungen ist, als dieser versehentlich ein ganzes Regal mit eingefrorenem Sperma fallen ließ und durch neuen ersetzte, um dies zu vertuschen. Da Bertram genauso hochintelligent ist wie Stewie, tragen beide ihre Auseinandersetzungen nicht selten mit hochmodernen Waffen aus.
In der Serie wird häufig angedeutet, dass Stewie in der Zukunft homosexuelle Neigungen entwickeln könnte. In der Folge Der zukünftige Stewie (4ACX07) trifft Stewie jedoch in der Zukunft auf sein erwachsenes Ich und stellt besorgt fest, dass er zwar heterosexuell ist, aber immer noch keinen Sex hatte. MacFarlane beschreibt ihn im Playboy 2009 als „schwul oder sehr unglücklichen, verklemmten Heterosexuellen. […] Er staut viele Aggressionen auf, weil er verwirrt und unsicher über seine sexuelle Orientierung ist.“ In einer geschriebenen, aber nie gedrehten Coming-out-Folge hat er Probleme mit den Kindern in der Schule und reist in der Zeit zurück bis zur Entstehung des 3. Buch Mose, um die bis heute gegen Homosexuelle verwendeten Bibeltexte zur Homosexualität zu verhindern. Man entschied sich die Folge nicht zu produzieren, um die Sexualität Stewies nebulös zu halten, was bei seinem Alter mehr Sinn ergibt.
Brian Griffin
Brian ist zwar der Hund (ein Labrador Retriever) der Griffins, spricht und handelt jedoch wie ein Mensch. Er sitzt bei gemeinsamen Fernsehabenden oft auf dem Boden, geht aber in aller Regel auf zwei Beinen. Er wirkt überdurchschnittlich intelligent und besitzt sowohl eine deutlich vornehmere und gewähltere Sprache als auch bessere Manieren als der Rest der Familie. Seine politische Orientierung ist liberal, obgleich er für kurze Zeit Republikaner und ein guter Freund des konservativen Radiomoderators Rush Limbaugh war. In der siebten Staffel wurde bekannt, dass Brian Atheist ist. In der Regel können die anderen Tiere der Serie nicht sprechen, soweit es nicht im Rahmen eines Gags notwendig ist – abgesehen von den beiden Hunden Vinny und New Brian (welche beide als Ersatzhunde nach Brians Abwesenheit – siehe unten – auf den Plan traten, Vinny hierbei für mehrere Episoden). Insofern ist Brian eine recht außergewöhnliche Erscheinung, wird jedoch von allen anderen Figuren wie ein ganz normaler Mensch behandelt; zudem kann er auch Auto fahren. Er besitzt und fährt einen Toyota Prius. Zwischenzeitlich war Brian mit der sehr attraktiven, jedoch geistig beschränkten Jillian Russel liiert und arbeitete schon als Immobilienmakler und Angestellter in einem Baumarkt.
Trotz der starken Unterschiede ist Brian außerdem Peters bester Freund. Als junger Hund wuchs Brian auf einer Farm auf und lebte später auf der Straße, wo er von Peter aufgefunden und in die Familie integriert wurde. Dadurch kam es zu einer starken Bindung zwischen den beiden. Stewie behauptete in einer Folge, dass ihre Beziehung keine wahre Freundschaft sei, sondern bloß aus den Umständen entstand. Um das zu beweisen, löschte er temporär Brians, Peters, Joes und Quagmires Erinnerungen, um zu testen, was passiert. Doch tatsächlich werden Brian und Peter wieder in kürzester Zeit erneut die besten Freunde. Die Tiefe der Freundschaft zeigt sich auch in der Folge Wer nicht hören will, braucht Nieren. In dieser Folge versagen Peters Nieren. Brian entschließt sich daraufhin, ihm eine Niere zu spenden. Da seine Niere jedoch nicht die Kapazität einer menschlichen Niere besitzt, ist er bereit, für ihn sein Leben zu opfern, indem er ihm seine beiden Nieren spendet. Am Ende findet sich noch in letzter Sekunde mit Dr. Hartman ein alternativer Spender.
Besondere Vorlieben Brians sind Opern und Jazzmusik. Unter anderem ist Brian ein Mitglied von Mensa und hat auch schon als Autor für Zeitschriften gearbeitet.
Er besuchte die Brown University, scheiterte aber an seinem Abschluss. Außerdem hat Brian einen homosexuellen Cousin namens Jasper und einen 13-jährigen Sohn namens Dylan, wie er in einer Folge von seiner Jugendliebe erfährt (eigentlich ist das jedoch nicht möglich, da Brian erst 7 bzw. 8 Jahre alt ist, als Stewie ihn auf das Paradoxon hinweist, meint dieser bloß, sollte es ihn stören, soll er sich doch im Internet darüber beschweren). Zudem werden in einer Folge mehrere Geschwister von Brian gezeigt, einer von ihnen wird von Stewie hingerichtet, um Brian unter Druck zusetzen. Ferner ist er in Lois verliebt, wird aber in der Folge Hundeliebe (2ACX01) von ihr zurückgewiesen, bevor er wiederum in der Folge Robinson Griffin (4ACX15) sogar kurzzeitig mit ihr verheiratet ist, als Peter auf hoher See verschollen ist, allerdings führen sie (zum Leidwesen Brians) eine rein platonische Beziehung, weswegen Brian auch weiterhin ein hohes sexuelles Interesse an ihr hat.
Brian nimmt häufig die Rolle des leicht frustrierten Intellektuellen ein. Seine Avancen bei Frauen enden meist ebenso als tragisch-komische Misserfolge wie seine gelegentlichen Versuche der Selbstverwirklichung. So war er unter anderem schon kurzzeitig als Aushilfslehrer an Chris’ Schule, als Redakteur des New Yorker oder als preisgekrönter Porno-Regisseur tätig. Er schreibt zudem seit mehreren Jahren erfolglos an einem Roman, womit Stewie ihn gelegentlich aufzieht. Zudem sang er zusammen mit Stewie und Frank Sinatra junior in einer Family-Guy-Version des Rat Packs.
Bei allem Charme und weitreichender Denkfähigkeit hat auch Brian seine eigenpersönlichen Schwächen; so scheint er ein exzessiver Raucher zu sein, weil er oftmals mit einer Zigarette vor einem vollen Aschenbecher sitzt, und hat eine deutliche Schwäche für alkoholische Getränke (insbesondere Martinis). Seine obsessive Zuneigung zum Alkohol verarbeitet er sogar in einem eigenen Liebeslied Dear Bouze, welches nicht in der Serie selbst, sondern auf der CD Family Guy Live in Vegas erschien. Des Weiteren ist er auch offen gegenüber anderen Drogen (Marihuana, Magic Mushrooms, Kokain), scheint aber keine von diesen regelmäßig zu konsumieren. Ähnlich wie Stewie wird auch Brian häufig von dem eingeholt, was er eigentlich ist. So wird sein kultiviertes, menschliches Auftreten immer wieder durch seine tierischen Instinkte und Verhaltensweisen konterkariert, zum Beispiel dann, wenn er zwanghaft einem Tennisball hinterher rennt oder aus Angst den Staubsauger anbellt. Besonders scharf tragen diesen Kontrast aber jene (seltenen) Szenen zur Schau, in denen er unvermittelt fremde Afroamerikaner anbellt, sofort gefolgt von einer sehr schamvollen Entschuldigung seinerseits, dass in solchen Momenten sein Vater, der aus dem Süden stamme, aus ihm spreche – eine besonders starke Ironie, da Brian geradezu das Musterbeispiel des liberalen, weltoffenen „Menschen“ in der Serie ist.
In der 6. Episode der 12. Staffel stirbt Brian, nachdem er von einem Auto überfahren wurde. Zwei Episoden später, erstausgestrahlt am 15. Dezember 2013 in den USA, gelingt es Stewie mithilfe seiner Zeitmaschine, den Tod Brians zu verhindern.
Glenn Quagmire
Glenn Quagmire ist Peters bester Freund und Nachbar, Playboy und Frauenliebhaber. Er wird meistens Quagmire (englisch „Morast, Sumpf“, auch „unangenehme Situation“) genannt und ist sexsüchtig. In einer Folge, in der Peter, Cleveland und Quagmire einander ihre Führerscheine zeigen, bemerkt Peter, dass Quagmire 1948 geboren ist. In einer anderen Folge jedoch, wo ein Alkoholverbot für Personen unter 50 angeordnet würde, konnte er kein Alkohol kaufen, da er zu jung war. Als Jungbrunnen gibt Quagmire an, sich mit Karotten jung zu halten. Er lässt keine sexuelle Gelegenheit aus, ist unverheiratet und hat eine Schwäche für Lois, die er häufig ausspannt und von der er neben zahlreichen Fotos eine aus einem Wischmopp und einem Foto gebastelte Puppe in einem Schrank versteckt hat, die er mit Lois’ Haaren und Fingernägelresten beklebt. Sein Haus ist in fast jeder Ecke ein Liebesnest, sein Markenzeichen ist der Spruch „Giggity Giggity Goo“. Obwohl sie in manchen Folgen gemeinsam als Teil von Peters Freundeskreis einträchtig miteinander Zeit verbringen, hegt Quagmire einen ausgesprochenen Hass auf Brian. Dieser entlädt sich wahlweise in ungewohnt eloquenten wie konservativ angehauchten Monologen, welche Brians liberale Einstellung und seine daraus resultierende Doppelmoral (s. o.) scharf kritisieren, oder äußerst brutaler physischer Gewalt. Peter und Glenn haben sich das erste Mal auf einem Flugzeugträger getroffen, auf dem Glenn als Matrose arbeitete. Inzwischen ist er Pilot. Quagmire hat eine Immunität gegenüber Pfefferspray entwickelt. Zudem hat Quagmire eine Tochter, die er aber aufgrund seiner Sexsucht hat adoptieren lassen. Namentlich bekannte Verwandte sind sein Bruder Gary, seine Schwester Branda, seine Mutter Crystal und sein Vater Daniel. Letzterer unterzieht sich in der 18. Folge der achten Staffel einer Geschlechtsangleichung und nennt sich fortan Ida Davis. Seth MacFarlane erklärte, schnellredende Radiosprecher aus den 1950ern hätten ihn zu Quagmires Stimme inspiriert.
Joe Swanson
Joe gehört ebenfalls zu Peters Freundeskreis und wohnt nebenan. Der Polizist wurde bei einem ehemaligen Undercover-Einsatz von einem Drogendealer schwer verwundet und sitzt seither im Rollstuhl. Trotz seiner Behinderung lässt er keinen Verbrecher entkommen und ist ein kompromiss- und rastloser Gesetzeshüter mit einer Schwäche für Steven-Seagal-Filme. Er hat gelegentliche Wutausbrüche, in denen er Schlüsselworte eines Satzes so kraftvoll wie möglich herausbrüllt oder wild mit seinen Polizeiwaffen umherschießt oder -schlägt. Nachdem Joes Frau Bonnie von der ersten Staffel an schwanger war, bringt sie in der siebten Staffel schließlich eine Tochter auf die Welt. Joe und seine Frau haben zudem einen jugendlichen Sohn, der scheinbar im Irakkrieg gefallen war, jedoch in der sechsten Episode der 10. Staffel wiederkehrte, da er seinen Tod nur vorgetäuscht hat.
Cleveland Brown
Cleveland ist der vierte im Bunde der Nachbarn und Afroamerikaner. Er kommt aus dem fiktiven Ort Stoolbend, Virginia. Er war mit Loretta verheiratet und hat einen hyperaktiven Sohn namens Cleveland jr. In der vierten Staffel trennt er sich von Loretta, nachdem diese eine Affäre mit Quagmire hatte. Unter dem Titel „The Cleveland Show“ startete im Frühjahr 2009 bei FOX eine eigene Serie über Cleveland und ist damit der erste Ableger von Family Guy. 2010 lief die zweite Staffel der 2013 eingestellten Cleveland Show, in der gelegentlich auch die anderen Family-Guy-Figuren Gastauftritte haben. Er lebte dort wieder in Stoolbend, wo er seine Jugendliebe Donna Tubbs traf, die er kurze Zeit später heiratete. Sie brachte mit Roberta und Rallo zwei Kinder in die Ehe ein. Nach dem Ende der Cleveland Show zog Cleveland mit seiner neuen Familie zurück nach Quahog.
Cleveland ist das absolute Gegenstück zum quirligen Quagmire. Er ist stets etwas phlegmatisch und spricht fast nervtötend langsam. Dies ist ein Seitenhieb auf die Bewohner von Cleveland, Ohio, die für ihre träge Sprechweise bekannt sind. Im Übrigen heißt auch das Footballteam von Cleveland „Browns“.
In der Folge Blinder Eifer (4ACX04) sieht man Cleveland in der Vergangenheit als äußerst schnell sprechenden Auktionator, bis ihm ein indianischer Marterpfahl auf den Kopf fällt und er dadurch so ausgesprochen „langsam“ wird.
Jerome
Jerome ist wie Cleveland Afroamerikaner und stammt aus Long Island, New York. Seinen ersten Auftritt hat er in der Folge Jerome ist der neue Schwarze (8ACX07) als „Ersatz“ für Cleveland. Er spielte in seiner Jugend LaCrosse und hatte früher eine Beziehung mit Lois, weshalb Peter ihn ungern in Lois’ Nähe lässt. In der 19. Folge der elften Staffel übernimmt Jerome den „Drunken Clam“, die Stammkneipe von Peter, Joe, Cleveland und Quagmire, nachdem der vorherige Besitzer, Horace, von einem Baseball getroffen wurde und starb. Jerome hat eine Tochter namens Pam.
Mort Goldman
Mort Goldman ist der Besitzer der Apotheke in Quahog. Er ist Jude polnischer Abstammung und stets weinerlich und verunsichert, außerdem hat er hypochondrische Züge. Sein äußerliches Markenzeichen sind der starke Überbiss und die quadratische Hornbrille. Mit seiner Frau Muriel hat er einen Sohn, Neil, der ein typischer Nerd ist und sich in Meg verliebt hat, die seine Gefühle jedoch nicht erwidert.
Adam West
Adam West ist der paranoide, oft seltsam in Erscheinung tretende Bürgermeister von Quahog. Er vermutet in allem und jedem einen Gegner, fühlt sich belauscht und verfolgt und verbringt seine Zeit meistens mit dem heldenhaften Kampf gegen nicht vorhandene Gegner. In der 9. Staffel heiratet er Lois’ Schwester Carol.
Im Übrigen trägt nicht bloß die Figur diesen Namen, sondern wurde im englischen Original auch bis zu dessen Tod von Adam West gesprochen, der 1966 in der ersten Batman-Fernsehserie den Titelhelden gab. In der Folge 20 der 17. Staffel, Adam West High wurde der Tod von Bürgermeister Adam West bekannt gegeben.
Tom Tucker und Diane Simmons
Tom Tucker und Diane Simmons, geborene Seidelman, waren die Nachrichtensprecher des Lokalsenders Channel 5. Tom Tucker ist arrogant, sexistisch und selbstverliebt und neigt dazu, seine Kollegin Diane Simmons herabzuwürdigen. Als Running Gag passieren den beiden Moderatoren immer wieder peinliche Dinge vor der Kamera. Beispielsweise beleidigt Tucker Simmons, weil er denkt, das Duo wäre nicht mehr auf Sendung. Tucker hat einen Sohn (Jake), der mit Chris in die Schule geht und dessen Gesicht auf dem Kopf steht (Augen am Kinn und Mund auf der Stirn), jedoch behandeln ihn alle (von ein paar angewiderten Blicken abgesehen) ganz normal. Ergänzt wird das Duo von Channel 5 durch die Asien-Korrespondentin Tricia Takanawa, die jedoch nie in Asien, sondern lediglich asiatischer Abstammung ist und meist live aus Quahog berichtet. Der Wetterbericht wird von Ollie Williams präsentiert, welcher dabei lediglich sehr kurz und laut Ausdrücke von sich gibt.
In der ersten Episode der 9. Staffel tötet Diane Simmons im Rahmen eines klassischen „Whodunit“ mehrere Personen, unter anderem James Woods und Muriel Goldmann, wobei sie die Indizien derart manipuliert, dass letztendlich Tom Tucker als Mörder festgenommen wird. Die Motive für ihr Handeln waren zum einen das Ende ihrer Beziehung mit James Woods, der sie nach ihrem 40. Geburtstag verlassen hatte, zum anderen hatte Tucker geplant, sie als Nachrichtensprecherin zu ersetzen. Nach Tuckers Verhaftung entdeckt Lois zufällig, wer der wahre Mörder ist. Bei dem Versuch, auch sie umzubringen, wird Diane von Stewie erschossen. In der nächsten Folge nimmt Joyce Kinney ihre Rolle als Nachrichtensprecherin ein.
Tricia Takanawa
Tricia Takanawa ist Außenreporterin für die Channel 5 News. Sie ist japanischer Abstammung, war aber noch nie dort. Tricia ist meist sehr emotionslos und redet in jeder Situation, auch im alltäglichen Leben, wie in einer Live-Übertragung. Tricia Takanawa hat eine extrem strenge Mutter, von der sie meistens nur angeschrien und schlecht gemacht wird. Außerdem hat sie einen Lebensgefährten namens Tyrone.
Francis Griffin
Francis Griffin ist der Ziehvater von Peter. Er ist streng gläubiger Katholik und wird als fleißiger Arbeiter dargestellt, der zuvor in einer Metallfabrik arbeitete. Selbst bei seiner Pensionierung will Francis nichts mehr als wieder arbeiten. Die Beziehung zwischen Francis und Peter ist dabei schlecht. Auch wenn Peter seinen Vater liebt, so stößt er damit nicht auf Gegenliebe.
Er zieht kurz nach seiner Pensionierung, auf Peters Bitten hin, bei den Griffins ein, hinterlässt mit seinen religiösen Ansichten aber keinen guten Eindruck bei Peters Familie. So hasst er Lois, weil sie Protestantin ist (was er bei Peters und Lois’ Hochzeit mit einem abwertenden Spruch deutlich machte), und verunsicherte Chris, bei dem Francis vermutet, dass dieser im Badezimmer masturbiert, obwohl dieser nur normal auf die Toilette ging. Dies führte dazu, dass Chris Angstzustände bekam. Francis arbeitete kurzzeitig als Vorarbeiter in der Spielzeugfirma, in der auch Peter arbeitete, und trieb die Leistung über das Maximum. Um Francis wieder loszuwerden, lockt Peter den Papst in sein Haus, der auch von Francis’ religiösem Eifer genervt ist. Allerdings kommt es zum klärenden Gespräch mit Peter, der zwar schon von Francis als Sohn geliebt wird, dieser es aber nur nicht zeigen will. Er zieht daraufhin aus und arbeitet als Bodyguard für den Papst.
Francis starb in der 5. Staffel während Megs 17. Geburtstagsfeier an den Folgen einer Verletzung, die Peter ihm zufügte, als dieser mit einem Einrad die Treppe runterstürzte und dabei auf ihn fiel. Er tauchte nach seinem Tod noch zweimal als Geist auf, unter anderem, um Peter zu überzeugen, nicht zum Judentum zu konvertieren.
Carter Pewterschmidt
Carter Pewterschmidt ist der Vater von Lois und der Vorsitzende von Pewterschmidt Industries. Charakterlich wird er als machohaft und egozentrisch dargestellt. Er ist mit seiner Frau Barbara Pewterschmidt verheiratet, hat jedoch im Laufe der Serie mehrere Affären. Er wird als sehr wohlhabend dargestellt. Er ist reicher, als dass er all sein Geld jemals ausgeben könnte. Er ist jedoch sehr geizig und vergibt nur selten Geld an andere. Er neigt dazu, seine finanzielle Überlegenheit zu demonstrieren, indem er sein Geld vor Augen derer, denen er es verweigert, unnötig zerstört – etwa, indem er Dollarnoten raucht oder sie in einem Mixer zerkleinert, um sie anschließend zu trinken. Außerdem hasst er Peter und wünscht sich, dass er und Lois sich scheiden lassen. In der 3. Folge der 11. Staffel erfährt man, dass Carter Krebs im Endstadium hat. Er kann sich jedoch durch ein von seiner Firma entwickeltes Krebsheilmittel heilen. Lois erfährt von der Existenz des Mittels und drängt ihn, es zu verkaufen. Seiner Kaltblütigkeit wegen hält er es aber geheim.
Seamus Levine
Seamus Levine ist ein älterer Fischer und Seebär. Sein äußeres Hauptmerkmal ist seine Verkrüppelung: Beide Arme sowie beide Beine sind nur noch in Form von Holzprothesen vorhanden, zudem ist er einäugig blind und trägt eine Augenklappe. Häufig taucht er aus dem Schatten heraus auf und warnt andere Figuren vor den Gefahren der hohen See. Selbst an Land benutzt er ständig Begriffe aus der Seemannssprache.
Horace
Horace war der Besitzer von Peters Stammlokal Drunken Clam. In der Folge Die Briten kommen (2ACX19) verkauft er seine Bar nach einem Hurrikan an einen der Briten, von denen die Stadt auf einmal überflutet ist, kauft sie aber am Ende derselben Folge wieder zurück. Horace stirbt gegen Ende der 11. Staffel, indem er durch einen Baseball getroffen wurde. Seine Bar ist kurzzeitig im Besitz der Bank, wird aber noch in derselben Folge von Jerome aufgekauft, der wiederum Schuld an Horaces Tod war.
Mr. Herbert
Der auf eine Gehhilfe angewiesene Herbert hat trotz seines hohen Alters ein reges sexuelles Interesse an mittelreifen Jungen, speziell – aber nicht nur – an Chris. Die Figuren der Serie nehmen ihn jedoch nur als lieben alten Mann wahr, abgesehen von Stewie, wie sich in der Folge Brian zieht aus (5ACX14) herausstellt: Als er Chris’ Job als Zeitungsjunge übernimmt, erwidert er auf Herberts Anmachversuche nur „Piss off, you perverted old freak!“ („Verpiss dich, du perverser alter Freak!“). Herbert hat einen Hund, Jesse, der ebenfalls sehr alt und gehbehindert ist. In einer späteren Folge erfährt man, dass er Kampfpilot im Zweiten Weltkrieg war. Er überlebte einen Abschuss durch einen deutschen Kampfflieger, wurde aber daraufhin in einem Konzentrationslager unter Franz Schlechtnacht interniert, der Jahrzehnte später unter falschen Namen nach Quahog zog. Mr. Herberts Vorname lautet John, dieser wird jedoch nie genannt und ist nur am Anfang der 12. Folge der 11. Staffel bekannt gegeben. In der gleichen Folge hat Herbert eine Großnichte namens Sandy, die in Chris verliebt ist.
Bruce
Bruce ist ein Bewohner Quahogs, der in zahlreichen Folgen meist kurze Auftritte hat. Seine Markenzeichen sind, neben seinem Schnurrbart, seine auffällig ruhige und monotone Stimme und Ausrufe wie „Oh haaaay...“ bzw. „Oh nooooo!“. Seinen Namen erfährt man erst in einer späteren Staffel. Er ist homosexuell und hat einen Partner namens Jeffrey mit einer ähnlichen Stimme. Ein Running Gag, der mit ihm als Charakter verbunden ist, sind seine ständig wechselnden Berufe von häufig spiritueller Art, etwa Pfarrer, Hypnosetherapeut, Masseur oder Geistermedium. Weitere Berufe, die er während der Serie ausübt, sind Ritter, Gruppenleiter bei den Anonymen Alkoholikern, Verkäufer in einem Kleidergeschäft und Leiter eines Erste-Hilfe-Kurses.
Dr. Hartman
Dr. Elmer Hartman ist Arzt im Krankenhaus von Quahog. Markenzeichen ist sein großer schwarzer Schnauzbart. Er macht keinen besonders kompetenten Eindruck, so veräppelt er in einer Folge Peter und Lois mehrfach während eines Gesundheitschecks, indem er falsche Testergebnisse erwähnt und diese auf belanglose Gegebenheiten in seiner Umgebung bezieht. Auch wird er in einer Episode von der Polizei gejagt und behauptet, dass die Familie Griffin seine letzten verbliebenen Patienten sind. In der Folge Stewie liebt Lois wird er von Peter der Vergewaltigung bezichtigt, obwohl er an diesem lediglich eine Prostata-Untersuchung vornahm. In einer späteren Folge stellt sich heraus, dass er ein Alkoholiker ist.
Consuela
Consuela ist eine mexikanische Putzfrau, die, als Klischee eines mexikanischen Billigarbeiters, in späteren Staffeln häufig auftaucht und auch kurzzeitig bei den Griffins als Putzfrau angestellt war. Sie spricht sehr schlechtes Deutsch (bzw. in der Originalversion schlechtes Englisch), in das sie immer wieder spanische Begriffe einbaut. Typisch für sie ist daneben der Ausruf „Neeeinnn...“ (im Original Noooooo...), den sie als Antwort auf fast jede Frage gibt. Weiterhin hat sie einen Neffen namens Mikey, der Leucht-Jo-Jos verkauft.

## Titellied
|         | Originaltext | Übersetzung ins Deutsche |
| ------- | --- | --- |
| Lois:   | It seems today that all you see is violence in movies and sex on TV.                                                          | Es scheint heutzutage so zu sein, dass alles, was man sieht, Gewalt in Filmen und Sex im Fernsehen ist.                                                                                  |
| Peter:  | But where are those good old-fashioned values…                                                                                | Aber wo sind die guten, althergebrachten Werte… |
| Alle:   | …on which we used to rely? Lucky there’s a Family Guy! Lucky there’s a man who positively can do all the things that make us… | …auf die wir uns immer verlassen haben? Glücklicherweise gibt es einen Familienmenschen. Glücklicherweise gibt es einen Mann, der bestimmt all die Dinge tun kann, die uns dazu bringen… |
| Stewie: | …laugh and cry! | …zu lachen und zu weinen! |
| Alle:   | He’s a Family Guy! | Er ist ein Familienmensch! |

## Verhältnis zu den Simpsons und anderen Konkurrenten
Family Guy wird oft eine allzu auffällige Ähnlichkeit zu den Simpsons vorgeworfen. Im Zuge dieser Rivalität kam es bereits zu beidseitigen Anspielungen in den Serien: In der Folge Der italienische Bob (HABF02) ist in einem italienischen Buch über amerikanische Straftäter Peter zu sehen, ebenfalls zu sehen ist Stan, der Protagonist aus American Dad, einer anderen Serie Seth MacFarlanes. Die begangene Straftat als Bildunterschrift lautet bei Peter „Plagiarismo“ (Pseudoitalienisch, eigentlich englisch mit angehängtem -o, für „Plagiat“), bei Stan hingegen steht „Plagiarismo di Plagiarismo“ (Pseudoitalienisch für „Plagiat des Plagiats“). In einer weiteren Simpsons-Folge, Schickt die Klone rein (DABF19), versucht Homer, sich selbst zu klonen, wobei einer der Klonversuche Peter Griffin wird. Am Ende einer anderen Folge werden von dem Sender PBS die Zuschauer zu Spenden aufgerufen, falls man nicht weitere minderwertige Sendungen sehen wolle. Während die Frau, die zu den Spenden aufruft, dies sagt, schaltet sie einen Fernseher ab, auf dem der Schriftzug Family Guy zu sehen ist. Und im Film Futurama: Bender’s Big Score der Simpsonsmacher hängt sich Fry einen Family-Guy-Kalender mit dem Titel 12 Lacher im Jahr in seine Wohnung.
Im Gegenzug gab es bei Family Guy auch Angriffe bzw. Anspielungen auf Die Simpsons. So fährt Stewie zum Beispiel mit seinem Dreirad von Afghanistan nach Hause (eine Parodie auf die Anfangsszene von Die nackte Kanone) und überfährt in der heimischen Garage Homer Simpson, der analog zur Anfangssequenz der Simpsons vor Stewie flüchten will. Als Peter daraufhin die Garage betritt und Homer dort sieht, entfährt ihm ein herabwürdigendes „Wer zum Teufel ist das?“. Ein anderes Beispiel ist Folge 7.09, in der ein aufgebrachter Mob versucht, O. J. Simpson aus Quahog zu vertreiben. Bürgermeister Adam West spricht ihn nur mit „Simpson“ an und sagt ihm, dass man ihn in dieser Stadt nicht wolle, da man ihn nicht mehr liebe, wie es noch 1993 der Fall gewesen sei. Daraufhin sieht man kurz Homer Simpson, der darauf mit einem für ihn typischen „D’oh!“ (in der deutschen Version: „Nein!“) reagiert. Im Pilotfilm zur sechsten Staffel von Family Guy (Family Guy präsentiert: Blue Harvest) enthauptet Chris (in dem Film spielt er Luke Skywalker) Danny Elfman, den Schöpfer der Simpsons-Titelmelodie. Eine weitere Anspielung findet sich in der Folge Lois tötet Stewie (II): Stewie besingt einen Mann, der die Simpsons seit 1994 sieht und „nicht zugibt, dass das Zeug nicht mehr lustig ist.“ In der achten Episode der zehnten Staffel werden Peter und seine Freunde bei einem Road Trip festgenommen und inhaftiert. Im Gerichtsverfahren sieht man eine Jury sitzen, die ausschließlich aus Protagonisten der Zeichentrickserie Simpsons besteht, woraufhin Peter sagt: „I knew we were in trouble when I saw the jury.“ (dt.: „Ich wusste, dass wir in Schwierigkeiten sind, als ich die Jury sah.“). In der 22. Folge der zehnten Staffel beantwortet Stewie die Zuschauerfrage, worauf Family Guy denn basiere, hingegen selbstironisch damit, dass es die Simpsons seien. Weiterhin stellt sich Peter in der 2. Folge der 16. Staffel gegenüber dem 1997er George Clooney als zweitbester Homer vor.
Die Rivalität zwischen den Simpsons und Family Guy gilt allerdings insgesamt als freundschaftlich, was unter anderem dadurch dokumentiert wird, dass Seth MacFarlane in der Simpsons-Episode Dangers on a train (deutscher Titel: Glück auf Schienen), die am 19. Mai 2013 erstmals ausgestrahlt wurde, als Sprecher einer größeren Gastrolle auftrat. Des Weiteren singt er in Futurama: Leela und die Enzyklopoden das Titellied That Was Then (And This is Too). Im Gegenzug war in der Family Guy-Folge Shanksgiving der Bruder des Springfielder Oberschulrats Chalmers zu sehen, der seinem Pendant aus der Simpsons-Welt nicht nur bis aufs Haar gleicht, sondern ebenfalls von Hank Azaria gesprochen wurde.
Eine dreiviertelstündige Crossover-Episode der Simpsons und Family Guy wurde unter dem Titel Simpsons Guy produziert, die die Macher beider Serien gemeinsam erstellten. In dieser unternimmt die Familie Griffin eine Reise nach Springfield und besucht dort Homer und seine Familie. Die Erstausstrahlung der Episode erfolgte im September 2014.
In Blue Harvest (S06E01) werden in der Bar in Mos Eisley (Chalmuns Cantina) kurz Bender aus Futurama und Roger aus American Dad im Gespräch mit einem anderen Alien an der Bar gezeigt.
In der Zeichentrickserie South Park finden sich deutlich direktere Angriffe auf den Konkurrenten. In der im April 2006 ausgestrahlten Doppelfolge Cartoon Krieg (Folge 10x03 und 10x04) versucht Eric Cartman, einer der Protagonisten, mit allen Mitteln, Family Guy absetzen zu lassen. In der Folge ist eine Parodie zu sehen, ferner wird der Vorwurf erhoben (unter anderem in angeblichen Ansprachen der Al-Qaida-Größen Al-Sawahiri und Osama bin Laden), die Gags in der Serie seien austauschbar und hätten keinerlei Bezug zur Handlung. Später erfährt man, dass die Autoren von Family Guy Manatis seien, die durch das zufällige Auswählen von Schlüsselbegriffen die Gags entwerfen. Als Cartman bei dem Hauptsitz des Senders ankommt, um Family Guy absetzen zu lassen, trifft er auf Bart Simpson, der die Serie ebenfalls absetzen will. Die Schöpfer der Serie, Trey Parker und Matt Stone, hatten in einem Interview erklärt, es sei für sie wie „ein Tritt in die Eier“, wenn South Park mit Family Guy verglichen werde.
In der Serie Drawn Together wird in der Folge The Lemon-AIDS Walk ebenfalls ein Seitenhieb auf Family Guy ausgeführt: Während Wollknäuel traurig auf der Straße sitzt, gehen Peter und Lois (ihre Köpfe sind nicht zu sehen) an diesem vorbei. Sie sind (neben ihrer Kleidung) daran zu erkennen, dass (zumindest in der englischen Version) für Lois die Synchronsprecherin Alex Borstein eingesetzt wurde.
In allen drei Folgen der Family-Guy-Star-Wars-Reihe werden zudem sowohl die Serie Robot Chicken als auch deren Schöpfer Seth Green aufs Korn genommen. Dies geschieht in mehreren Gesprächen zwischen Chris (gesprochen von Seth Green) und einer oder mehreren Figuren, die von Seth MacFarlane gesprochen werden, stets am Ende der Episode, aber auch mittendrin. Gleichzeitig teilt Chris auch mehrfach gegen Family Guy und Seth MacFarlane aus. In den ersten beiden Folgen haben Chris und Peter am Ende stets eine Debatte, welche der beiden Serien mehr Zuschauer hätte (wobei es in Blue Harvest einen Verweis auf die Star-Wars-Episode von Robot Chicken gibt), in It’s a Trap! geht Chris dann Seth MacFarlane selbst an die Gurgel, woraufhin sich auch Brian und Stewie (beide ebenfalls von MacFarlane besetzt) einschalten.

## Ausstrahlung

### US-Ausstrahlung
Die Serie Family Guy läuft seit 1999 auf dem US-amerikanischen Sender FOX. 2002 wurde die Produktion nach der dritten Staffel aufgrund schlechter Einschaltquoten in den USA vorübergehend eingestellt. Schon während der Ausstrahlung der zweiten und dritten Staffel gab es beständig Gerüchte über das baldige Ende. Genährt wurden diese auch dadurch, dass die Serie schon nach der zweiten Folge der zweiten Staffel aus dem regulären Programmschema des Senders genommen und nur noch unregelmäßig gezeigt wurde. Schlechte Quoten – Fans vermuten, dass diese vor allem durch die unregelmäßige Ausstrahlung verursacht wurden – führten bei FOX zur Überlegung, die Serie am Ende der zweiten Staffel einzustellen. Nach personellen Änderungen innerhalb des Senders wurde jedoch noch eine dritte Staffel in Auftrag gegeben und gesendet. Danach verkündete FOX erneut das endgültige Aus der Serie und plante, keine weiteren Staffeln produzieren zu lassen.
Die Absetzung der Serie in den Vereinigten Staaten führte zu einer unerwarteten Protestwelle der Fans. Eine Online-Petition wurde ins Leben gerufen, unter der sich innerhalb weniger Tage 10.000, am Ende sogar 100.000 digitale Unterschriften befanden. Diese Aktion scheiterte zunächst jedoch genauso wie zahlreiche Briefe und E-Mails an den Manager des Fernsehsenders.
Erst als im Jahre 2003 die Wiederholungen alter Family-Guy-Folgen auf einem anderen Sender überraschend gute Einschaltquoten erzielten und sich die DVD-Veröffentlichungen mit über 2,2 Millionen verkauften Exemplaren als Verkaufsschlager erwiesen, begann FOX über eine Wiederaufnahme der Produktion nachzudenken. Laut einer Umfrage im Auftrag von Cartoon Network war Family Guy zu dem Zeitpunkt bereits die beliebteste Zeichentrickserie bei den 18- bis 35-jährigen Zuschauern.
Am 19. November 2004 berichtete die Webseite des Fernsehsenders E! Entertainment, dass FOX mit Seth MacFarlane, dem Erfinder der Serie, über die Wiederaufnahme der Produktion verhandle und die Serie mit zunächst 35 neuen Folgen wieder aufleben lassen wolle. Am 26. März 2005 verkündete dann auch FOX offiziell, dass 22 weitere Folgen von Family Guy produziert und ab dem 1. Mai 2005 ausgestrahlt werden sollten. Am 23. September 2007 lief dort die sechste Staffel mit einem 40-minütigen Star-Wars-Special an, am 27. September 2020 startete die mittlerweile 19. Staffel.
Die erste Folge der vierten Staffel begann dann auch mit einem kleinen Seitenhieb auf die FOX-Programmchefs: Peter erzählt seiner Frau Lois am Anfang der Episode, dass sie abgesetzt werden sollen, es sei einfach nicht genügend Zeit auf dem Sendeplan und sie müssten Platz machen für andere tolle Sendungen auf FOX – woraufhin er als Beispiel eine sehr lange Liste von gefloppten Sendungen der letzten fünf Jahre aufzählt. Die Sequenz endet mit Peters Feststellung: „Naja, ich schätze, wenn all diese Serien floppen, haben wir vielleicht ’ne Chance.“

### Deutschsprachige Ausstrahlung
In Deutschland wurden die ersten beiden Staffeln zwischen dem 17. August 2002 und dem 17. Mai 2003 am Stück auf ProSieben ausgestrahlt. Nach der sechsten Folge der zweiten Staffel (Der Sensenmann) pausierte die Serie allerdings für drei Monate.
Erst nach zweijähriger Pause folgte die dritte Staffel, die nachts auf ProSieben gezeigt wurde. Die vierte Staffel erlebte ihre Premiere zunächst im Pay-TV (Sat.1 Comedy), bevor sie ab dem 9. Februar 2008 dann bei ProSieben zu sehen war. Es folgten außerdem Wiederholungen bei MTV Germany, Comedy Central und VIVA Deutschland.
Die fünfte Staffel sendete ProSieben erstmals vom 16. Mai bis zum 12. September 2009; die sechste Staffel folgte vom 14. Februar bis zum 30. Mai 2010 immer sonntags bei ProSieben.
Die siebte Staffel wurde vom 30. Juli 2011 bis zum 12. November 2011 immer samstags ausgestrahlt.
Die deutsche Fassung der achten Staffel erlebte ihre Premiere zunächst vom 10. Juli 2012 bis zum 28. August 2012 auf dem österreichischen Sender Puls 4 und wurde erst vom 11. August 2012 bis zum 22. Dezember 2012 auf ProSieben gezeigt.
Einige wenige Folgen der neunten Staffel zeigte Puls 4 zum Jahreswechsel 2012/13. Die meisten Episoden sah man dann erstmals vom 27. Juli bis zum 29. August 2013 auf ProSieben, wo die Serie größtenteils am Samstag zur Mittagszeit gezeigt wurde. Einige Folgen waren vorher auch bereits im Pay-TV (ProSieben Fun) zu sehen.
Staffel 10 lief zunächst ebenfalls im Pay-TV (ProSieben Fun) und erst etwa ein Jahr später, ab dem 18. Oktober 2014 auf ProSieben, wieder am Samstagmittag. Am 7. März 2015 lief die letzte Folge der 10. Staffel.
Wie bereits die vorhergehende Staffel liefen die Episoden der elften Staffel erst nach ca. einem Jahr im frei empfangbaren Fernsehen und wurden zunächst im Pay-TV (ProSieben Fun) gezeigt. Die Staffel startete am 4. September 2015 auf ProSieben und wurde bis zum 20. November immer am Freitag gegen Mitternacht gezeigt.
Die zwölfte Staffel lief vom 15. April bis zum 10. Juni 2015 bei ProSieben Fun und ProSieben zeigte sie am Dienstagabend als Free-TV-Premiere vom 24. November 2015 bis zum 8. März 2016.
Kurz zuvor am 25. August 2015 zeigte ProSieben die Crossover-Episode mit den Simpsons aus der 13. Staffel als deutsche Erstausstrahlung, ehe die restlichen Folgen vom 13. April bis zum 8. Juni 2016 bei ProSieben Fun erstausgestrahlt wurden. Die Free-TV-Premiere bei ProSieben lief wieder am Dienstagabend vom 20. September bis zum 27. Dezember 2016 und am Samstagmittag vom 24. Juni bis zum 8. Juli 2017. Die letzte Folge der 13. Staffel lief dann wiederum in der Nacht zum 18. Juli 2017.
ProSieben Fun sendete die 14. Staffel vom 2. April bis zum 4. Juni 2017, die Free-TV-Premiere folgte kurz darauf vom 18. Juli bis zum 14. November 2017 auf ProSieben. Bei der 15. Staffel sendete ProSieben die ersten zehn Folgen zuerst vom 2. Januar bis zum 6. März 2018, dann setzte ProSieben Fun mit der Erstausstrahlung der zweiten Staffelhälfte vom 24. Juni bis zum 15. Juli 2018 fort.
Die Erstveröffentlichung der ersten 12 Folgen der 16. Staffel erfolgte vom 13. Juli bis zum 27. September 2019 bei Maxdome, ehe die restlichen Folgen am 1. Oktober 2019 auf Netflix veröffentlicht wurden.
Von der 17. Staffel wurden die ersten drei Folgen zwischen dem 15. und 29. September 2020 auf Joyn Plus+ erstveröffentlicht, der Rest der Staffel hatte seine deutschsprachige Premiere, wie bei der Staffel zuvor, am 30. September 2020 auf Netflix.
Die 18. Staffel hatte ihre deutschsprachige Premiere am 9. Februar 2021 auf ProSieben Maxx. Die Staffeln 19–22 feierten ihre Premiere auf Disney+.

## Synchronisation
Die deutsche Fassung der ersten drei Staffeln bis Folge 3x21 entstand bei TaurusMedia Synchron in München unter der Leitung von Ivar Combrinck, der auch für das Dialogbuch und für die Dialogregie verantwortlich war. Seit Folge 3x22 ist Matthias von Stegmann für die Synchronisation von Family Guy bei Arena Synchron in Berlin verantwortlich. Bei den Dialogbüchern wurde er in Staffel 5 von Holger Twellmann und in Staffel 6 von Timmo Niesner unterstützt. Seit Staffel 10 unterstützt ihn Manuel Straube, der seit Staffel 9 auch teilweise Synchronregie führt.
Im Juni 2020 erklärte Mike Henry, seine Rolle als Cleveland aufzugeben. Farbige Figuren sollten seiner Meinung nach nur noch von Farbigen gesprochen werden.
Im September 2024 verstarb der langjährige Sprecher von Brian Griffin, Frank Engelhardt, im Alter von 78 Jahren, wodurch erstmals der Sprecher einer Hauptfigur in der Serie aufgrund eines Todesfalls umbesetzt werden musste. Er wurde ab der 22. Staffel durch Thomas Wenke ersetzt, nachdem Engelhardt bereits in der Mitte und am Ende der 3. Staffel für einige Folgen durch Joachim Höppner vertreten werden musste.
| Rolle                             | Originalsprecher                                                                            | Deutscher Sprecher (Staffel 1–3x21) | Deutscher Sprecher (ab Folge 3x22)                                                                                                   |
| Hauptfiguren (Familie Griffin)    | Hauptfiguren (Familie Griffin)                                                              | Hauptfiguren (Familie Griffin) | Hauptfiguren (Familie Griffin) |
| --------------------------------- | ------------------------------------------------------------------------------------------- | --- | --- |
| Peter Griffin                     | Seth MacFarlane                                                                             | Jan Odle | Jan Odle |
| Lois Griffin                      | Alex Borstein                                                                               | Katharina Lopinski | Katharina Lopinski |
| Meg Griffin                       | Rachael MacFarlane (Folge 1x01) Lacey Chabert (Folge 1x02–2x02), Mila Kunis (ab Folge 2x03) | Christine Stichler | Christine Stichler |
| Chris Griffin                     | Seth Green                                                                                  | Butz Combrinck (Folge 1x01–3x10) Benedikt Gutjan (ab Folge 3x11)                                                                         | Benedikt Gutjan |
| Stewie Griffin                    | Seth MacFarlane                                                                             | Manuel Straube | Manuel Straube |
| Brian Griffin                     | Seth MacFarlane                                                                             | Frank Engelhardt Joachim Höppner (Folge 3x12–3x16 & 3x18–3x21)                                                                           | Frank Engelhardt (Staffel 4–21) Thomas Wenke (ab Staffel 22)                                                                         |
| Freunde und Nachbarn der Griffins |                                                                                             | | |
| Cleveland Brown, Sr.              | Mike Henry (Staffel 1–19) Arif Zahir (ab Staffel 20)                                        | Thomas Rau | Peter Musäus |
| Glenn Quagmire                    | Seth MacFarlane                                                                             | Ivar Combrinck | Hans-Georg Panczak |
| Joe Swanson                       | Patrick Warburton                                                                           | Thomas Albus | Thomas Albus |
| Bonnie Swanson                    | Jennifer Tilly                                                                              | Mara Winzer | Natascha Geisler (Staffel 4–5) Claudia Lössl (ab Staffel 6)                                                                          |
| Kevin Swanson                     | Seth MacFarlane (Staffel 1–3) Scott Grimes (ab Staffel 10)                                  | Dirk Meyer | Patrick Roche (ab Staffel 10) |
| Loretta Brown †                   | Alex Borstein                                                                               | Inge Solbrig | Eva-Maria Bayerwaltes (Folge 4x03) Inge Solbrig (Folge 4x05) Michèle Tichawsky (Folge 7x01)                                          |
| Donna Tubbs-Brown                 | Sanaa Lathan                                                                                | Kein Auftritt | Susanne von Medvey |
| Mort Goldman                      | Johnny Brennan                                                                              | Fritz von Hardenberg | Tobias Lelle |
| Horace †                          | Johnny Brennan                                                                              | Hans-Rainer Müller (Staffel 2–11) | Hans-Rainer Müller (Staffel 2–11) |
| Muriel Goldman †                  | Nicole Sullivan                                                                             | Inge Solbrig | Eva-Maria Bayerwaltes (Folge 6x03) Claudia Lössl (Folge 9x01)                                                                        |
| Neil Goldman                      | Seth Green                                                                                  | Niko Macoulis | Matthias von Stegmann |
| Familienangehörige                |                                                                                             | | |
| Barbara „Babs“ Pewterschmidt      | Alex Borstein                                                                               | Inge Solbrig | Manuela Renard (Staffel 4) Christina Hoeltel (ab Staffel 5)                                                                          |
| Carter Pewterschmidt              | Seth MacFarlane                                                                             | Thomas Rau (Folge 2x01) Ivar Combrinck (Folge 2x14) Ulf J. Söhmisch (Staffel 3)                                                          | Klaus Guth (Staffel 4–19) Hans Bayer (ab Staffel 20)                                                                                 |
| Francis Griffin †                 | Charles Durning                                                                             | Horst Raspe | Michael Rüth |
| Thelma Griffin †                  | Florence Stanley (Folge 2x02) Phyllis Diller (Staffel 3–6) Alex Borstein (Folge 16x09)      | Inge Solbrig (Folge 2x02) Sonja Reichelt (Folge 3x05)                                                                                    | Ilona Grandke |
| Dan Quagmire/Ida Davis            | Seth MacFarlane                                                                             | kein Auftritt | Christoph Jablonka |
| Fernsehen                         |                                                                                             | | |
| Diane Simmons †                   | Lori Alan                                                                                   | Mara Winzer (Folge 1x01–1x06) Christina Hoeltel (ab Folge 1x07)                                                                          | Christina Hoeltel (Staffel 4–9x01)                                                                                                   |
| Joyce Kinney                      | Christine Lakin                                                                             | kein Auftritt | Kathrin Gaube (ab Staffel 9) |
| Ollie Williams                    | Phil LaMarr                                                                                 | Hans-Rainer Müller | Christoph Jablonka (Folge 4x01) Gudo Hoegel (Folge 4x12) Hans-Rainer Müller (ab Folge 4x16)                                          |
| Tom Tucker                        | Seth MacFarlane                                                                             | Ivar Combrinck | Walter von Hauff |
| Tricia Takanawa                   | Alex Borstein                                                                               | Sonja Reichelt | Sonja Reichelt |
| Wiederkehrende Figuren            |                                                                                             | | |
| Bürgermeister Adam West †         | Adam West (Staffel 1–17)                                                                    | Fritz von Hardenberg (Staffel 2–3) Ulrich Frank (Folge 3x11)                                                                             | Reinhard Brock (bis Folge 11x05) Walter von Hauff (ab Folge 11x06)                                                                   |
| Bürgermeister Wild West           | Sam Elliott (ab Staffel 19)                                                                 | kein Auftritt | Holger Schwiers |
| Angela †                          | Carrie Fisher                                                                               | kein Auftritt | Eva-Maria Bayerwaltes (Staffel 4–10 und 14–16) Ilona Grandke (Staffel 12)                                                            |
| Bruce                             | Mike Henry                                                                                  | Manfred Trilling (Staffel 1) Bernd Simon (Staffel 3)                                                                                     | Matthias von Stegmann |
| Consuela                          | Mike Henry                                                                                  | kein Auftritt | Ilona Grandke (ab Staffel 6) |
| Carl                              | H. Jon Benjamin                                                                             | kein Auftritt | Christian Weygand |
| Dr. Elmer Hartman                 | Seth MacFarlane                                                                             | Willi Röbke (2 Folgen in Staffel 2) Fritz von Hardenberg (2 Folgen in Staffel 2 und 3 Folgen in Staffel 3) Manfred Trilling (Folge 3x21) | Christoph Jablonka (Folge 4x03, 4x07, 4x22, 4x25, 8x20, ab Staffel 14) Hartmut Neugebauer (Folge 4x14–13x15) Klaus Guth (Folge 7x02) |
| John Herbert                      | Mike Henry                                                                                  | Horst Raspe (zwei Folgen in Staffel 3)                                                                                                   | Reinhard Brock (bis Folge 11x04) Michael Schwarzmaier (ab Folge 11x12)                                                               |
| James Woods                       | James Woods                                                                                 | kein Auftritt | Gudo Hoegel |
| Jonathan Weed †                   | Butch Hartman (Staffel 1) Carlos Alazraqui (Staffel 2–3)                                    | Hans-Rainer Müller Ivar Combrinck (Folge 2x02)                                                                                           | kein Auftritt |
| John Shepherd                     | Gary Cole                                                                                   | Fritz von Hardenberg (1 Folge in Staffel 2) Hans-Rainer Müller (2 Folgen in Staffel 3)                                                   | Hartmut Neugebauer (Staffel 5–13) Gerhard Jilka (ab Staffel 14)                                                                      |
| Seamus Levine                     | Seth MacFarlane                                                                             | Ulf J. Söhmisch (Folge 3x10) | Michael Rüth (Staffel 4–11x04) Hans-Rainer Müller (ab Folge 11x10)                                                                   |
| Jerome                            | Kevin Michael Richardson                                                                    | kein Auftritt | Ekkehardt Belle (Staffel 8–15, Staffel 17–19) Christian Jungwirth (Staffel 16) Patrick Zwingmann (ab Staffel 20)                     |
| Jillian Russell                   | Drew Barrymore                                                                              | kein Auftritt | Stephanie Kellner (ab Staffel 5) |
| Andere                            |                                                                                             | | |
| Gott                              | Seth MacFarlane                                                                             | Peter Musäus (Staffel 1) Thomas Rau (Staffel 2) Ulf J. Söhmisch (Staffel 3)                                                              | Hartmut Neugebauer (Anfang Staffel 4, Staffel 7–13) Hans-Rainer Müller (Staffel 4–6) Thomas Rauscher (Staffel 16)                    |
| Tod                               | Norm MacDonald (Folge 2x06) Adam Carolla (ab Folge 2x20)                                    | Hans-Rainer Müller | Ekkehardt Belle (Staffel 4x12) Tobias Lelle (Mitte Staffel 4–5) Gerd Meyer (Staffel 9–12)                                            |
| Jesus                             | Seth MacFarlane (Staffel 1–6) Alec Sulkin (ab Staffel 7)                                    | Ivar Combrink (Folge 1x03) Ulrich Frank (Staffel 2)                                                                                      | Johannes Raspe |
| Off-Sprecher                      | –                                                                                           | Butz Combrinck | |

## Family Guy präsentiert: Die unglaubliche Geschichte des Stewie Griffin
Drei ungesendete Folgen der vierten Staffel wurden zu einem 83-minütigen Spielfilm umgeschnitten, der am 27. September 2005 exklusiv als englischsprachige DVD erschien. Sie trägt den Titel Family Guy presents Stewie Griffin: The Untold Story und enthält neben diverser Extras englische, französische und spanische Untertitel. Die darin enthaltenen Folgen, die um eine Rahmenhandlung erweitert wurden, sind:
1. Stewies wundersame Wandlung (4ACX05)
2. Stewie sucht seinen Vater (4ACX06)
3. Der zukünftige Stewie (4ACX07)

Alle 3 Folgen wurden am 10. Oktober 2007, im Zuge der Erstausstrahlung der 4. Staffel, auf Sat.1 Comedy gezeigt und im Dezember 2008 auf Pro Sieben und 2011 auf VIVA wiederholt. Die deutschsprachige DVD Family Guy präsentiert: Die unglaubliche Geschichte des Stewie Griffin erschien am 23. Oktober 2009.

## Deutsche DVDs

### Staffel-Veröffentlichungen
Family Guy wird in Deutschland offiziell in Seasons auf DVD vertrieben. Diese beinhalten jedoch nur Teile einer Staffel und entsprechen somit eher Volumes, ähnlich wie es bei Veröffentlichungen der Serie American Dad der Fall ist.
| Name               | Veröffentlicht     | Folgen | Kurzinformationen | Staffel | FSK          |
| ------------------ | ------------------ | ------ | --- | ------- | ------------ |
| Erste Staffel      | 4. November 2004   | 14     | Das Doppel-DVD-Set enthält alle Folgen der ersten Staffel und die ersten der zweiten Staffel. | 1 & 2   | Ab 12 Jahren |
| Zweite Staffel     | 21. April 2005     | 15     | Diese Doppel-DVD enthält alle restlichen Folgen der zweiten Staffel und noch eine Bonusepisode in englischer Originalfassung mit deutschem Untertitel. | 2       | Ab 12 Jahren |
| Dritte Staffel     | 10. September 2007 | 21     | Die 3-DVD-Box enthält alle Folgen der dritten Staffel bis auf die Folge Ein Davidstern am Himmel (2ACX05). Diese wurde schon im Season-Two-DVD-Set als Bonusepisode veröffentlicht. | 3       | Ab 12 Jahren |
| Vierte Staffel     | 30. Januar 2009    | 13     | Die 3-DVD-Box enthält die ersten 13 Folgen der vierten Staffel von der Folge Die Passion Griffin bis Dschungelliebe. Außerdem enthält sie Extras wie entfallene Szene oder Produktionsdokus. | 4       | Ab 12 Jahren |
| Fünfte Staffel     | 9. April 2009      | 14     | Die 3-DVD-Box enthält die übrigen 14 Folgen der vierten Staffel, außerdem entfallene Szenen sowie Audiokommentare von Seth MacFarlane und seinem Produktionsteam. | 4       | Ab 12 Jahren |
| Sechste Staffel    | 8. Januar 2010     | 13     | Die 3-DVD-Box enthält die ersten 13 Folgen der fünften Staffel von der Folge Stewie liebt Lois bis Peter und Bill Clinton auf großer Fahrt. Außerdem enthält sie Extras wie entfallene Szenen und Audiokommentare zu allen Folgen. | 5       | Ab 12 Jahren |
| Siebte Staffel     | 23. Juli 2010      | 12     | Die 3-DVD-Box enthält die 5 verbleibenden Folgen der fünften Staffel, die ersten sieben Folgen der sechsten (ohne Blue Harvest) sowie das erste TV-Special der Serie. Außerdem enthält sie Extras wie entfallene Szenen und Audiokommentare zu allen Folgen. | 5 & 6   | Ab 16 Jahren |
| Achte Staffel      | 25. November 2011  | 13     | Die 3-DVD-Box enthält die 4 verbleibenden Folgen der sechsten Staffel sowie die ersten neun Folgen der siebten Staffel. Des Weiteren werden Extras enthalten sein wie Audiokommentare, entfallende Szenen, Animatics und einige Dokumentationen zu der Serie. | 6 & 7   | Ab 16 Jahren |
| Neunte Staffel     | 14. Dezember 2012  | 15     | Die 3-DVD-Box enthält die 7 verbleibenden Folgen der siebten Staffel sowie die ersten acht Folgen der achten Staffel. Außerdem enthält die DVD-Box Extras wie entfallene Szenen, Family-Guy-Karaoke, die Entstehung der Episode „Straße ins Multiversum“ sowie Audiokommentare | 7 & 8   | Ab 16 Jahren |
| Zehnte Staffel     | 12. April 2013     | 15     | Die 3-DVD-Box enthält die zwölf verbleibenden Folgen der achten Staffel sowie die ersten drei Folgen der neunten Staffel. Außerdem enthält die DVD-Box Extras wie Audiokommentare, Der verschollene Anruf aus „Brian und Stewie“ als Comic, Voranimation vs. finale Episode, Entfallene Szenen, ein Making of von „Und dann gab es weniger“, die Geschichte der Welt à la Family Guy, Family Guy auf der Comic-Con 2010 | 8 & 9   | Ab 16 Jahren |
| Elfte Staffel      | 28. Februar 2014   | 14     | Die 3-DVD-Box enthält die 14 verbleibenden Folgen der neunten Staffel. | 9       | Ab 16 Jahren |
| Zwölfte Staffel    | 12. Dezember 2014  | 23     | Die 3-DVD-Box enthält alle Folgen der zehnten Staffel. | 10      | Ab 12 Jahren |
| Dreizehnte Staffel | 19. November 2015  | 22     | Die 3-DVD-Box enthält alle Folgen der elften Staffel. | 11      | Ab 16 Jahren |
| Vierzehnte Staffel | 24. November 2016  | 21     | Die 3-DVD-Box enthält alle Folgen der zwölften Staffel. | 12      | Ab 16 Jahren |
| Fünfzehnte Staffel | 6. Juli 2017       | 18     | Die 3-DVD-Box enthält alle Folgen der dreizehnten Staffel. | 13      | Ab 12 Jahren |
| Sechzehnte Staffel | 16. August 2018    | 20     | Die 3-DVD-Box enthält alle Folgen der vierzehnten Staffel. | 14      | Ab 12 Jahren |

### Andere Veröffentlichungen
| Name                                                                          | Veröffentlicht   | Folgen | Kurzinformationen | Staffel  | FSK          |
| ----------------------------------------------------------------------------- | ---------------- | ------ | --- | -------- | ------------ |
| Family Guy präsentiert: Die unglaubliche Geschichte des Stewie Griffin        | 23. Oktober 2009 | 3      | Die DVD enthält die drei Folgen Stewies wundersame Wandlung, Stewie sucht seinen Vater und Der zukünftige Stewie in ihrer ursprünglichen ungeschnittenen Fassung mit neuer Rahmenhandlung. Als Extras finden sich ein Audiokommentar zum „Film“ und eine gefilmtes Szenenbuch (Animatic Version) des selbigen auf der DVD. | 4        | Ab 12 Jahren |
| Family Guy präsentiert: Blue Harvest                                          | 14. März 2008    | 2      | Die DVD enthält den Pilotfilm der sechsten Staffel und als Bonusepisode Die Passion Griffin aus der vierten Staffel. Sie erschien auch als Sammler-Edition mit Blue-Harvest-T-Shirt (Größe L), zwei 3D-Brillen für eine ebenfalls enthaltene 3D-Flugszene, 12 limitierten Tauschkarten, einem 20-seitigen Heft mit Illustrationen zum Film und einem Gespräch mit George Lucas.                                                                              | 4 & 6    | Ab 12 Jahren |
| Family Guy präsentiert: Irgendwo, Irgendwie, Irgendwann auf der dunklen Seite | 5. März 2010     | 1      | Die DVD enthält die Folge Irgendwo, Irgendwie, Irgendwann auf der dunklen Seite in erweiterter Fassung. Zusätzlich finden sich verschiedene Extras auf der DVD wie die Dokumentation „Family Guy Fact-ups“, eine Sneak Peek auf die dritte Family-Guy-Star-Wars-Parodie und vieles mehr. Als einzige der drei Episoden ist dieser Teil zudem auch einzeln auf Blu-ray erhältlich, welche inhaltlich der DVD entspricht.                                      | 8        | Ab 12 Jahren |
| Family Guy präsentiert: Es ist eine Falle!                                    | 31. März 2011    | 1      | Die DVD enthält die Folge Es ist eine Falle! in erweiterter Fassung. Als Bonus beinhaltet sie einen Audiokommentar zur Folge sowie Outtakes, die Features „Zeichnen mit Peter Shin“ sowie „Eine ganz besondere Nachricht von Darth Stewie“ und vieles mehr. | 9        | Ab 12 Jahren |
| Ja, lach du nur, du dämliches Pelzvieh: Die Family Guy Trilogie               | 18. März 2011    | 3      | Diese Veröffentlichung beinhaltet die drei Star Wars Parodien Blue Harvest, Irgendwo, Irgendwie, Irgendwann auf der dunklen Seite und Es ist eine Falle!. Es handelt sich um eine Komplettbox mit drei DVDs, die die bisherigen Einzelveröffentlichungen zusammenfasst. Die DVDs enthalten die drei Folgen in jeweils erweiterter Fassung. Das Bonusmaterial entspricht den Einzelveröffentlichungen. Die Box ist zudem auch als Blu-ray-Version erhältlich. | 6, 8 & 9 | Ab 12 Jahren |

## Videospiele
2006 erschien mit Family Guy – Das Videospiel das erste Videospiel zur Serie für PlayStation 2, PlayStation Portable und Xbox. Ein weiteres Videospiel erschien 2012 mit dem Titel Family Guy: Zurück ins Multiversum für Windows, PlayStation 3 und Xbox 360.
Daneben erschienen Videospiele vorrangig für mobile Geräte wie Smartphones. Family Guy: Mission Sachensuche wurde 2014 veröffentlicht, Family Guy Freakin Mobile Game erschien 2017.

## Bücher
Insgesamt erschienen bislang vier Bücher aus dem Family-Guy-Universum:
- Stewie's Guide to World Domination
- Brian's Guide to Booze, Broads, and the Lost Art of Being a Man
- It Takes a Village Idiot, and I Married One
- Peter Griffin's Guide to the Holidays

## Auszeichnungen
Family Guy und seine Besetzung wurde für 18 Emmys nominiert, wovon fünf gewonnen wurden: MacFarlane bekam 2000 den Award Outstanding Voice-Over Performance für seine Darstellung des Stewie und 2002 zusammen mit Walter Murphy den Award Outstanding Music and Lyrics für den Song You Got a Lot to See aus der Episode Das Schwalbennest, Steven Fonti gewann 2007 den Award Outstanding Individual Achievement in Animation für das Storyboard der Folge Zweiter Bildungsweg für Chris, Greg Colton gewann 2010 dieselbe Kategorie für das Storyboard von Straße ins Multiversum, und Jim Fitzpatrick und Patrick S. Clark 2011 die Kategorie Outstanding Sound Mixing for a Comedy or Drama Series (Half-Hour) and Animation für die Episode Road to the North Pole.
2009 wurde mit Family Guy erstmals seit Familie Feuerstein 1961 eine animierte Sendung als Outstanding Comedy Series nominiert. Zuvor waren 1993 Cartoons von der Nominierung in dieser Kategorie ausgeschlossen worden, als die Simpsons dafür angedacht wurden.
Die Sendung wurde für elf Annie Awards nominiert und gewann zweimal 2006 (Best Directing in an Animated Television Production und Best Voice Acting in an Animated Television Production), einmal 2008 (Best Storyboarding in an Animated Television Production). Für den Teen Choice Award gab es ebenfalls elf Nominierungen und drei Siege (2006, 2008 und 2010 jeweils als beste animierte Show). Der Saturn Award wurde 2008 in der Kategorie Best Presentation on Television mit der Episode Blue Harvest gewonnen. Für den Golden Reel Award erhielt die Serie sechs Nominierungen und drei Auszeichnungen.
Auch für die Grammy Awards, die People’s Choice Awards, die BAFTA Awards, die Satellite Awards und die VES Awards wurde Family Guy nominiert. Empire ernannte Family Guy zur zwölftbesten Fernsehsendung aller Zeiten.
Laut dem Guinness-Buch der Rekorde wurden von dieser Serie die meisten DVDs verkauft, von denen der Großteil die 2008 für einen Emmy nominierte Spezialfolge Blue Harvest und die darauffolgende DVD der siebten Staffel war. Damit ist Family Guy die kommerziell erfolgreichste TV-Show oder Sitcom des Jahres 2009 in den USA.